# Дол-при-Приставі
Дол-при-Приставі (словен. Dol pri Pristavi) — поселення в общині Шмарє-при-Єлшах, Савинський регіон, Словенія. 
Висота над рівнем моря: 207,2 м.